# Ligne 1 du métro léger de Seattle
La Ligne 1 est une ligne du réseau de métro léger de la ville de Seattle, aux États-Unis.
Elle dessert seize stations dans les villes de Seattle, SeaTac et Tukwila, parcourant 40 kilomètres entre les stations Northgate et Angle Lake. La ligne relie le quartier de l'université de Washington, le centre-ville de Seattle, la Rainier Valley et l'aéroport international de Seattle-Tacoma.
Ligne 1 a transporté plus de 23 millions de passagers en 2017, avec une moyenne de 72 000 passagers par jour en semaine.